# Chaîne de commandement
Dans l'armée, la chaîne de commandement est une « filière bidirectionnelle d'autorité et de reddition de comptes » qui relie un supérieur à ses subalternes. Ces subalternes peuvent soit exécuter l'ordre, soit le transmettre à un échelon plus bas s'ils ne peuvent l'exécuter. Lorsqu'elle est utilisée depuis l'échelon supérieur, elle sert à transmettre les ordres, alors que si elle est utilisée dans le sens inverse, elle sert à la reddition de comptes (par exemple, combien de soldats ont été blessés lors d'une mission).

## Description
En général, le personnel militaire donne des ordres aux subalternes directement sous leurs ordres selon la chaîne de commandement et reçoivent leurs ordres de ceux qui sont à l'échelon immédiatement supérieur. Un soldat, peu importe son rang, qui ne peut exécuter l'ordre et qui demande une dispense à un officier de rang supérieur à celui qui le commande sera probablement discipliné pour ne pas avoir respecté la chaîne de commandement.
De plus, le concept de chaîne de commandement n'implique pas qu'un rang supérieur donne forcément le droit à un officier de donner des ordres à tous les membres de la chaîne ayant un rang inférieur. Par exemple, un officier de l'unité "A" ne commande pas directement les membres de rang inférieur de l'unité "B" ; généralement, il doit approcher un officier de l'unité "B" si a besoin que les membres de cette unité exécutent une action. Les membres de la chaîne de commandement ne reçoivent d'ordres que d'un unique supérieur et ne donnent d'ordres qu'à un groupe défini d'individus placés directement sous eux dans la chaîne. 
Si un officier de l'unité "A" donne explicitement un ordre à un membre de l'unité "B" de rang inférieur, cela serait considéré comme très inhabituel (un faux-pas, ou bien un acte justifié par des circonstances extraordinaires, comme un manque de temps ou l'impossibilité de communiquer avec l'officier de l'unité "B" en premier), car l'officier "A" serait vu comme usurpant de l'autorité de l'officier de l'unité "B". En fonction de la situation ou de la procédure usuelle en vigueur dans l'organisation concernée, le membre de rang inférieur qui reçoit cet ordre peut choisir de l'exécuter directement, ou bien de demander à ce qu'il y ait discussion avec sa propre hiérarchie, qui dans cet exemple serait l'officier "B". Le refus net d'obtempérer est dans la plupart des cas considéré comme de l'insubordination, la seule dérogation habituellement acceptée étant le cas où l'ordre lui-même serait illégal (dans ce cas, ce serait la personne qui donne l'ordre qui serait dans l'illégalité). 
Également, la chaîne de commandement interdit à un officier, même de rang supérieur, de donner des ordres à des soldats de rang inférieur qui ne sont pas directement dans sa chaîne de commandement. Par exemple, dans les unités de combat, les officiers responsables sont dans la chaîne de commandement, mais les spécialistes (tels médecins, avocats et aumôniers) n'y appartiennent pas. 
Ce terme est aussi utilisé dans le management pour définir une structure semblable.